# Changes (XXXTentacion)
Changes è un singolo del rapper statunitense XXXTentacion pubblicato il 2 marzo 2018 come secondo estratto dal secondo album in studio ?. È l'ultimo singolo ad esser stato pubblicato durante la vita di Onfroy.

## Tracce
Testi di Jahseh Onfroy, John Cunningham, Rakim Allen, musiche di Onfroy, Cunningham.
1. changes – 2:02

## Formazione
Musicisti
- XXXTentacion – voce, testi, composizione
- John Cunningham – testi, composizione, produzione, missaggio
- Rakim Allen – testi, composizione

Produzione
- Robert Soukiasyan – missaggio
- Kevin Peterson – mastering
- Dave Kutch – mastering